# Wolfsburg Hauptbahnhof
Wolfsburg Hauptbahnhof is een spoorwegstation in de Duitse plaats Wolfsburg. Het station behoort tot de Duitse stationscategorie 2. Het is het belangrijkste station van Wolfsburg en ligt aan de spoorlijn Berlijn - Lehrte.
Op 25 augustus 2007 werd het vijftigjarige bestaan van het stationsgebouw gevierd, hiervoor kreeg het station de toevoeging Hauptbahnhof. Al jaren ervoor werd al op wegwijzers in de stad naar het Hauptbahnhof verwezen.

## Geschiedenis

### Voor de Tweede Wereldoorlog
Het eerste station van Wolfsburg werd geopend op 4 oktober 1928 in Rothenfelde. Het station had toen naam "Rothenfelde-Wolfsburg". Hiervoor moesten reizigers van of naar Wolfsburg gebruikmaken van de stations in Fallersleben of Vorsfelde.
Het eerste stationsgebouw in de binnenstad, ongeveer op de huidige locatie, was - zoals veel gebouwen in Wolfsburg - een houten gebouw. Deze zou al kort na de opening in een desolate toestand zijn geweest en 's nachts worden gebruikt als slaapplaats voor de dwangarbeiders van de Volkswagenfabriek. Het gebouw was niet groter dan een kleine schuur en was voornamelijk in gebruik als wachtruimte. In tegenstelling tot het huidige gebouw stond dit houten gebouw aan de noordzijde van de sporen, direct aan het Mittellandkanal tegenover de Volkswagenfabriek. Het stationsgebouw bevindt zich aan de zuidzijde van de sporen aan het Willy-Brandt-Platz.

### Na de Tweede Wereldoorlog
De toestand van het station had zich na de Tweede Wereldoorlog niet verbeterd. De toenmalige gemeentesecretaris Dr. Dahme beschreef in 1947 in een brief aan de Reichsbahn-directie Hannover met de woorden: "Ons station is een ellendige keet, welke voor nood in een Beiers bergdorp aanneembaar is, maar in geen enkel geval als station voor een vooruitstrevende stad ... kan worden herkend". („Unser Bahnhof ist eine elende Bretterbude, welche zur Not für ein bayerisches Gebirgsdorf annehmbar ist, aber auf keinen Fall als Bahnhof für eine vorwärtsstrebende Stadt ... anerkannt werden kann“) Het vervallen vooroorlogse stationsgebouw bleef tot 1957 bestaan.

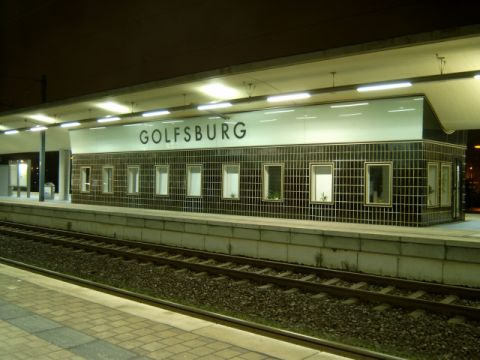
Het voormalige douanegebouw op het perron, hernoemd tijdens de "Golfsburg"-Aktion (2004)

Verschillende standpunten van de Volkswagenfabriek, Deutsche Bundesbahn en de stad over de locatie van het nieuwe station waardoor de bouw vertraagd werd. De Volkswagenfabriek drong erop aan om de bouw snel te laten beginnen, want in de jaren '50 pendelden dagelijks al meer dan 5.780 mensen naar Wolfsburg om te werken. Nadat eindelijk de overeenkomst over de locatie gesloten kon werden, werd er op 6 maart 1956 met de bouw van het station begonnen. Kort na de start werd het gebouw al provisorisch in gebruik genomen en was bij de zomerdienstregeling van 1957 volledig functionerend. Op 26 augustus 1957 werd het nieuwe gebouw door de Federale verkeersminister Seebohm officieel geopend.
Via het station van Wolfsburg werd later ook het transitverkeer tussen de Bondsrepubliek Duitsland en de Duitse Democratische Republiek afgewikkeld. Wolfsburg was namelijk het laatste station in West-Duitsland voor de Duits-Duitse grens, het volgende station in het oosten van Oebisfelde. Het gebouw dat gebruikt werd voor de grensafhandelingen staat op een van de perrons en is nog steeds behouden. Dit gebouw wordt gebruikt als wachtruimte en door spoorwegmedewerkers.

## Treinverkeer

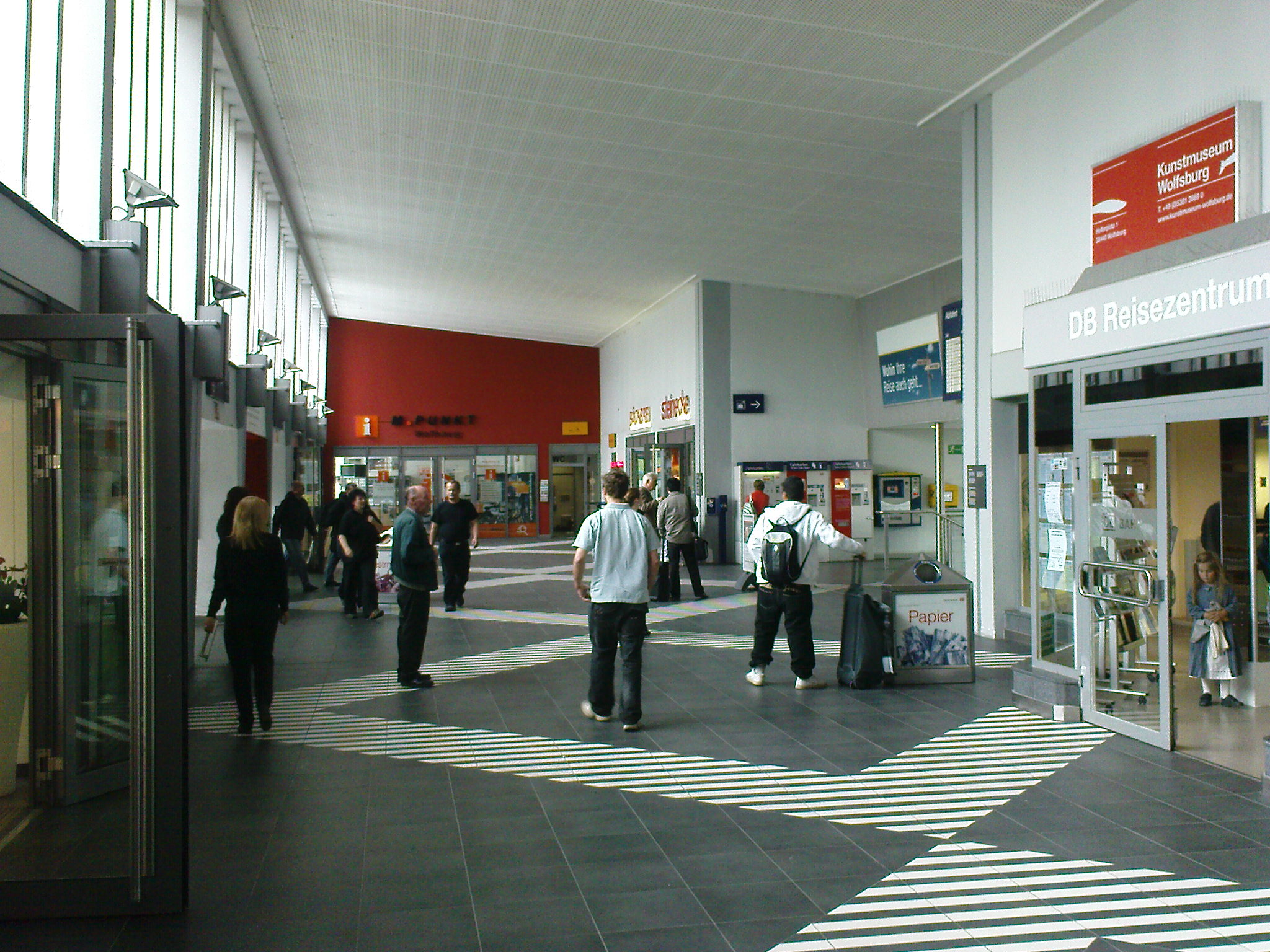
Binnenzijde van het stationsgebouw (2009)

Wolfsburg Hauptbahnhof ligt aan de spoorlijn Berlijn - Lehrte. ICE-lijnen rijden vanaf hier richting Hannover Hbf, Braunschweig Hbf en Berlin Hbf (ieder het volgende ICE-station). Daarbij halteren de ICE-lijnen eenmaal per twee uur. Tevens rijdt er een IC-lijn van Berlijn via Wolfsburg naar Amsterdam C. (eenmaal per dag van/naar Münster Hbf). Daarnaast rijden er ook Regional-Express-lijnen naar Hannover via Gifhorn en Hildesheim via Braunschweig. Als laatste zijn er nog Regionalbahn-lijnen naar Stendal/Maagdenburg via Oebisfelde.
De eerste ICE-trein die in Wolfsburg stopte was op 26 september 1998. De reizigersaantallen in het langeafstandsverkeer nemen per jaar toe. In 2001 werden dagelijks 6.500 langeafstandsreizigers geteld, in 2006 rond de 7.800 en in 2008 was het dagelijks 8.500.
Nadat het stationsgebouw door het stadsbestuur lange tijd verwaarloosd was, begon in 2004 omvangrijke renovatiewerkzaamheden, die ongeveer €1,9 miljoen kostte. Het station behield een van de Franse kunstenaar Daniel Buren gemaakte vloer, er werden bedrijfsruimtes omgebouwd en onder andere een mobiliteitscentrale evenals een servicepunt van Autostadt ingericht. In het voorjaar van 2011 werd de stationstunnel verlengd tot de oever van het Mittellandkanal en hiermee kwam er een directe verbinding tussen de binnenstad en de nieuwe oeverpromenade.
Het stationsgebouw is een voorbeeld van architectuur uit de jaren '50 waardoor het een monumentale status heeft gekregen. In de gebouwen vinden regelmatig wisselende kunstprojecten plaats.
Ten oosten van het station is er een opstelterrein voor reizigerstreinen, faciliteiten voor goederentreinen heeft Wolfsburg Hbf niet.

### Indeling
Het station beschikt over drie perrons, waarvan twee eilandperrons en één zijperron. Beide eilandperrons zijn overkapt en te bereiken met liften vanaf de voetgangerstunnel. Het zijperron is niet overkapt en direct vanaf het stationsgebouw te bereiken, daarnaast heeft dit perron een zakspoor in de richting van Oebisfelde. De spoornummering is afwijkend van wat gebruikelijk is in Duitsland. Spoor 1 ligt meestal direct naast het stationsgebouw maar hier ligt spoor 1 het verst van het stationsgebouw af (en ligt spoor 8 naast het stationsgebouw). Het gebouw is voorzien van een winkel, horecagelegenheid, een boekhandel, een servicecentrum en een OV-Servicewinkel (DB Reisezentrum). Het centrale busstation (Zentrale Omnibusbahnhof; ZOB) is verdeeld over twee straten, één aan het Willy-Brandt-Platz en één langs de Porschestraße. Daarnaast is er taxistandplaats, een parkeergarage en een overdekte fietsenstalling.

## Verbindingen

### Langeafstandsverbindingen

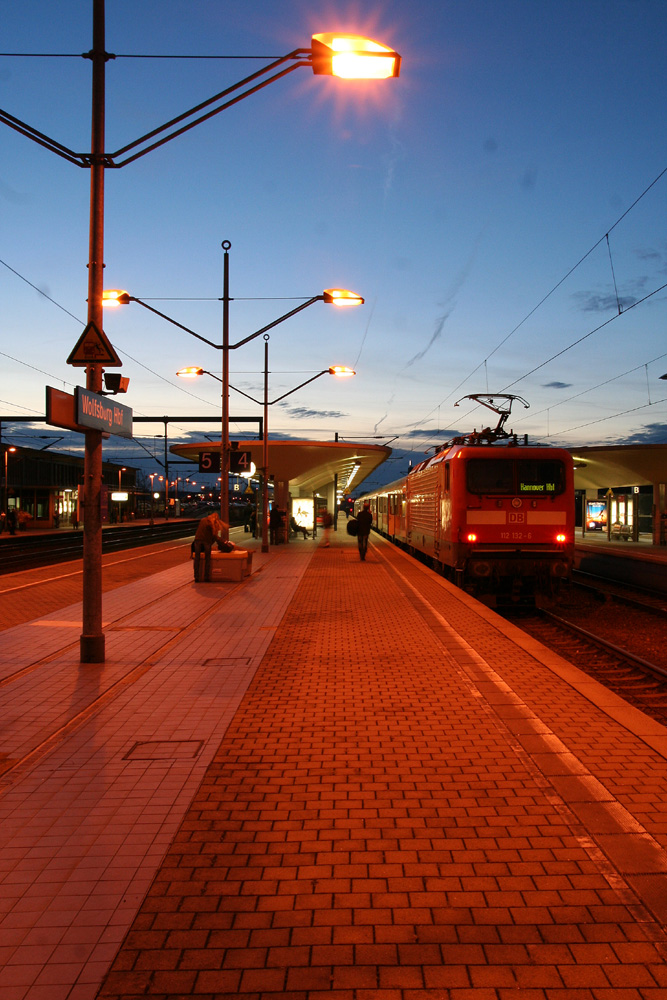
Perron 4/5 met de RE naar Hannover (2008)

| Serie         | Treinsoort                                    | Route | Bijzonderheden |
| ------------- | --------------------------------------------- | --- | --- |
| ICE 10        | InterCityExpress (DB Fernverkehr)             | Berlin Gesundbrunnen – Berlin Hbf – Berlin Spandau – Wolfsburg Hbf – Hannover Hbf – [ Bremen Hbf – Oldenburg (Oldb) Hbf ] / [ Bielefeld Hbf – Hamm (Westf) – [ Hagen Hbf – Wuppertal Hbf – Köln Hbf – Bonn Hbf – Koblenz Hbf ] / [ Dortmund Hbf – Bochum Hbf – Essen Hbf – Mülheim (Ruhr) Hbf – Duisburg Hbf – Düsseldorf Flughafen – Düsseldorf Hbf – Köln Messe/Deutz – Köln Hbf ] | Vanaf Hamm één treindeel naar Keulen en één naar Düsseldorf. Één trein per dag tussen Berlijn en Oldenburg. |
| ICE 12        | InterCityExpress (DB Fernverkehr)             | Berlin Ostbahnhof – Berlin Hbf – Berlin-Spandau – Wolfsburg Hbf – Braunschweig Hbf – Hildesheim Hbf – Göttingen – Kassel-Wilhelmshöhe – Fulda – Hanau Hbf – Frankfurt (Main) Hbf – Mannheim Hbf – Karlsruhe Hbf – Offenburg – Freiburg (Breisgau) Hbf – Basel Bad Bf – Basel SBB – Liestal – Olten – Bern – Thun – Spiez – Interlaken West – Interlaken Ost | |
| IC/EC 32      | Intercity (DB Fernverkehr)                    | [ [ Ostseebad Binz – Stralsund Hbf – Greifswald ] / [ Seebad Heringsdorf – Zinnowitz ] – Züssow – Pasewalk – Angermünde – Berlin Gesundbrunnen ] / [ Dresden Hbf – Berlin Südkreuz – Berlin Hbf ] – Berlin-Spandau – Stendal Hbf – Wolfsburg Hbf – Hannover Hbf – [ Herford – Bielefeld Hbf – Gütersloh Hbf – Hamm (Westf) – Dortmund Hbf – Bochum Hbf – Essen Hbf – Mülheim (Ruhr) Hbf ] / [ Osnabrück Hbf – Münster Hbf – Recklinghausen Hbf – Wanne-Eickel Hbf – Gelsenkirchen Hbf – [ Essen Hbf – Mülheim (Ruhr) Hbf ] / [ Oberhausen Hbf ] ] – Duisburg Hbf – [ [ Krefeld Hbf ] / [ Düsseldorf Flughafen – Düsseldorf Hbf – Neuss Hbf ] – Mönchengladbach Hbf – Aachen Hbf ] / [ Düsseldorf Flughafen – Düsseldorf Hbf – Köln Hbf – Bonn Hbf – Remagen – Andernach – Koblenz Hbf – Bingen (Rhein) Hbf – Mainz Hbf – Worms Hbf – Mannheim Hbf – Heidelberg Hbf – Vaihingen (Enz) – Stuttgart Hbf – [ Reutlingen – Tübingen ] / [Plochingen – Göppingen – Ulm Hbf – [ Biberach (Riß) – Ravensburg – Friedrichshafen Stadt – Lindau Hbf – Bregenz – Dornbirn – Feldkirch – Bludenz – Landeck-Zams – Imst-Pitztal – Telfs-Pfaffenhofen – Innsbruck Hbf ] / [ Günzburg – Augsburg Hbf – München-Pasing – München Hbf – Rosenheim – Bad Endorf – Prien a Chiemsee – Traunstein – Freilassing – Salzburg Hbf – Golling-Abtenau – Bischofshofen – St. Johann im Pongau – Schwarzbach-St. Veit – Dorfgastein – Bad Hofgastein – Bad Gastein – Mallnitz-Obervellach – Spittal-Milstättersee – Villach Hbf – Velden am Wörthersee – Pörtschach am Wörthersee – Krumpendorf am Wörthersee – Klagenfurt Hbf ] ] | 's Zomers één trein per richting per week tussen Keulen en Binz/Heringsdorf. Enkele treinen tussen Hannover en Essen via Münster. Één trein per dag vanaf Ulm naar Innsbruck. Doordeweeks één trein per dag vanaf Stuttgart naar Tübingen. |
| 140/240 IC 77 | Intercity (NS International / DB Fernverkehr) | Amsterdam Centraal – Hilversum – Amersfoort Centraal – Apeldoorn – Deventer – Hengelo – Bad Bentheim – Rheine – Osnabrück Hbf – Bünde (Westf) – Hannover Hbf – Berlin-Spandau – Berlin Hbf – Berlin Ostbahnhof | Stopt niet in Almelo. Rijdt elke twee uur. |

### Regionale verbindingen
| Serie | Treinsoort                         | Route                                                     | Bijzonderheden                                |
| ----- | ---------------------------------- | --------------------------------------------------------- | --------------------------------------------- |
| RE 6  | Regional-Express (DB Regio Südost) | Wolfsburg Hbf – Oebisfelde – Haldensleben – Magdeburg Hbf | Enkele treinen per dag                        |
| RE 30 | Regional-Express (enno)            | Hannover Hbf – Lehrte – Gifhorn – Wolfsburg Hbf           |                                               |
| RE 50 | Regional-Express (enno)            | Hildesheim Hbf – Braunschweig Hbf – Wolfsburg Hbf         |                                               |
| RB 35 | Regionalbahn (DB Regio Südost)     | Wolfsburg Hbf – Oebisfelde – Gardelegen – Stendal Hbf     | 1x per twee uur in het weekend                |
| RB 36 | Regionalbahn (DB Regio Südost)     | Wolfsburg Hbf – Oebisfelde – Haldensleben – Magdeburg Hbf | Wolfsburg - Haldensleben eenmaal per twee uur |